# Sumu-Epuh
Sumu-Epuh (... – 1780 a.C.) è stato il primo sovrano di Yamhad (Halab), e fondatore della dinastia di Yamhad che controllò la Siria del nord tra il XVIII e il XVI secoli a.C.

## Regno
Sebbene non si conoscano i primi anni di vita di Sumu-Epuh, né come sia asceso al trono, egli è considerato il primo re di Yamhad, il cui reame incluse Alalakh e Tuba. Sumu-Epuh entrò nei registri storici come menzione da Yahdun-Lim di Mari, come uno dei sovrani che lottarono contro di lui. Yahdun-Lim era un sovrano ambizioso che si spinse fino a nord vantandosi di aver raggiunto il Mediterraneo, nonostante avesse avuto un'alleanza dinastica con gli Yamhad per opporsi all'Assiria. Queste campagne spinsero Sumu-Epuh a sostenere le tribù yaminite centrate a Tuttul contro il re mariota; quest'ultimo emerse vittorioso, ma morì per mano del proprio figlio Sumu-Yaman. A seguito della morte, Shamshi-Adad I, re dell'Assiria, ebbe via libera per conquistare Mari.

### Guerra contro l'Assiria
Sumu-Epuh, aiutato da Khashshum, attaccò un regno a Zalmakum (una regione paludosa tra l'Eufrate e il basso Balikh). Khashshum cambiò poi alleanza e si unì a Shamshi-Adad, che circondò Yamhad alleandosi con la città di Urshu e il re Aplahanda di Charchemish a nord, e conquistando Mari a est (dopo la morte di Yahdun-Lim) nel 1796 a.C. circa, installandone il figlio Yasmah-Adad sul trono. Shamshi-Adad concluse poi un'alleanza con il rivale di Yamhad a sud di Qatna, sposando il figlio Yashmah-Adad stesso alla principessa Beltum, figlia di Ishi-Addu, re di Qatna.
Sumu-Epuh accolse Zimri-Lim, l'erede di Mari, in fuga verso Yamhad, nella speranza che si sarebbe un giorno reso utile dato che, agli occhi del popolo di Mari, Zimri-Lim era il sovrano legittimo. La coalizione di Shamshi-Adad attaccò Aleppo, ma non riuscì a conquistarla. Sumu-Epuh si alleò con le tribù dei Sutei e dei Turucchei, che attaccarono il re assiro da est e da sud. Sumu-Epuh conquistò anche la fortezza di Dur-Shamshi-Adad, e la rinominò come Dur-Sumu-Epuh.

### Morte ed eredità
Sumu-Epuh morì forse assassinato nel 1780 a.C. circa durante la sua lotta contro Shamshi-Adad. Gli succedette Yarim-Lim I, suo figlio avuto dalla regina Sumunna-Abi. La dinastia fondata da Sumu-Epuh avrebbe mantenuto il potere sul Levante fino al 1344 a.C. circa.